# Stephen Abas
Stephen Abas (n. 12 ianuarie 1978, Santa Ana, California, SUA) este un luptător MMA ce a reprezentat Statele Unite ale Americii, medaliat olimpic. A participat la o ediție a Jocurilor Olimpice (2004) în care a câștigat o medalie de argint.

## Participări
Lista de mai jos prezintă principalele competiții la care a participat Stephen Abas de-a lungul carierei.
- wrestling at the 2004 Summer Olympics – men's freestyle 55 kg[*]